# Quận Bradford, Florida
Quận Bradford là một quận thuộc tiểu bang Florida, Hoa Kỳ. Quận lỵ đóng ở Starke6. 
Dân số theo điều tra năm 2010 của Cục điều tra dân số Hoa Kỳ là 28520 người.

## Địa lý
Theo Cục điều tra dân số Hoa Kỳ, quận này có diện tích 780 km2, trong đó có 17 km2 là diện tích mặt nước.